# Troy Balderson

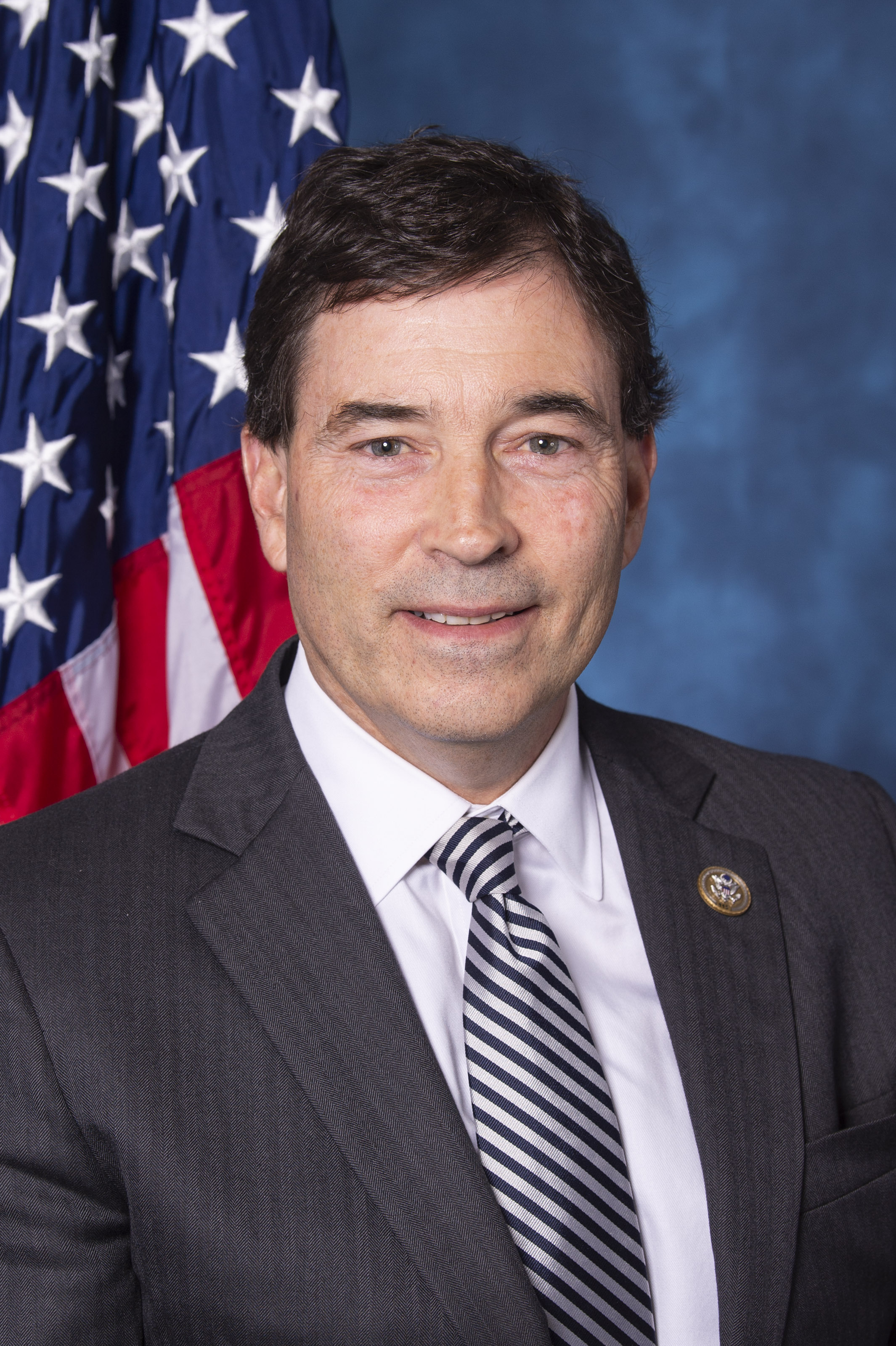
Troy Balderson (2018)

William Troy Balderson (geboren am 16. Januar 1962 in Zanesville, Ohio) ist ein US-amerikanischer Politiker der Republikanischen Partei. Seit September 2018 vertritt er den zwölften Distrikt des Bundesstaats Ohios im Repräsentantenhaus der Vereinigten Staaten. Zuvor gehörte er ab 2009 zuerst dem Repräsentantenhaus von Ohio und dann dem Senat von Ohio an.

## Familie, Ausbildung und Beruf
Balderson wuchs in Zanesville im südöstlichen Ohio auf und besuchte die dortige Zanesville High School. Er studierte Betriebswirtschaft von 1980 bis 1982 am Muskingum College und von 1982 bis 1983 an der Ohio State University, ging aber ohne Abschluss ab. Anschließend arbeitete er auf der Farm der Familie im nahegelegenen Adamsville mit und war von 1987 bis 2008 Mitinhaber und Manager der Firma Balderson Motor Sales, einer Autohandelsfirma, die laut Eigenangaben seit drei Generationen im Familieneigentum ist.
Balderson hat einen erwachsenen Sohn und lebt privat in Zanesville.

## Politische Laufbahn
Balderson wurde im November 2008 mit 54 Prozent der Stimmen ins Repräsentantenhaus von Ohio, das Unterhaus der State Legislature Ohios, gewählt, nachdem sein Parteifreund Jim Aslanides wegen Mandatszeitbegrenzung nicht wieder angetreten war, und vertrat dort ab dem 5. Januar 2009 und nach seiner Wiederwahl 2010 ohne Herausforderer bis zum 13. Juli 2011 den 94. Wahlbezirk. Seit diesem Tag saß Balderson für den 20. Wahlbezirk im Senat von Ohio, dem Oberhaus, nachdem er am Vortag für diesen Sitz ernannt worden war. Die Wiederwahl 2016 gewann er wiederum ohne Herausforderer.
Balderson bewarb sich im 12. Kongresswahlbezirk Ohios für das Repräsentantenhaus der Vereinigten Staaten, als der bisherige Mandatsträger Pat Tiberi im Oktober 2017 seinen Rückzug bekanntgegeben hatte, um die Leitung der Ohio Business Roundtable zu übernehmen. Er konnte die Vorwahl der Nachwahl mit nur rund 700 Stimmen Vorsprung auf die zweitplatzierte Melanie Leneghan gewinnen. Die eigentliche Nachwahl am 7. August gewann er mit 50,1 % ebenfalls knapp gegen den Demokraten Danny O’Connor und den Vertreter der Green Party, Joe Manchik. In der Vorwahl der regulären Wahl 2018 seiner Partei setzte er sich ebenfalls nur mit 29 Prozent durch und traf bei der Hauptwahl am 6. November erneut auf O’Connor und Manchik. Er konnte diese Wahl mit 51,4 % der Stimmen und damit rund 4 % Vorsprung gewinnen. Bei der Wahl zum Repräsentantenhaus der Vereinigten Staaten 2020 gewann er gegen Alaina Shearer von den Demokraten und John Stewart von der Libertarian Party mit 56,5 % der Stimmen. Die Primary (Vorwahl) seiner Partei für die Wahlen 2022 am 3. Mai konnte er mit 52,3 % klar gewinnen. Er trat am 8. November 2022 gegen Amy Rippel-Elton von der Demokratischen Partei an. Er konnte die Wahl mit 69,5 % der Stimmen für sich entscheiden und war dadurch auch im Repräsentantenhaus des 118. Kongresses vertreten. Bei der Wahl zum Repräsentantenhaus 2024 hatte Balderson keinen Herausforderer in der Vorwahl. Die Wahl im November gegen den Demokraten Jerrad Christian gewann er mit 68,5 %. Seine aktuelle, insgesamt fünfte, Legislaturperiode im Repräsentantenhaus des 119. Kongresses läuft noch bis zum 3. Januar 2027.

### Ausschüsse
Er ist aktuell Mitglied in folgenden Ausschüssen des Repräsentantenhauses:
- Committee on Agriculture
  - Biotechnology, Horticulture, and Research
  - Commodity Exchanges, Energy, and Credit
- Committee on Transportation and Infrastructure
  - Aviation
  - Highways and Transit
  - Railroads, Pipelines, and Hazardous Materials

Zuvor war er auch Mitglied im Committee on Science, Space, and Technology und dem Committee on Small Business. Außerdem ist er Mitglied in der Republican Main Street Partnership und dem Republican Study Committee, sowie in 47 weiteren Caucuses.

## Positionen
Balderson galt jahrelang als moderater Republikaner, stellte sich aber im Kongresswahlkampf 2018 auf die Seite Präsident Trumps: So setzte er sich für die Steuerreform der Republikaner, den Bau der Grenzmauer nach Mexiko und für die Abschaffung der Gesundheitsreform Obamacare ein. Zugleich bekräftigte er, die sozialen Sicherungssysteme nicht angreifen zu wollen. Er tritt gegen Schwangerschaftsabbrüche (Pro-Life), für das Recht auf Waffenbesitz und gegen Regulierungen ein, die seiner Ansicht nach die Schaffung von Arbeitsplätzen behindern.
2025 äußerte Balderson, dass Donald Trumps Nutzung von Executive Orders in seiner zweiten Amtszeit ein wenig außer Kontrolle gerate. Es gebe Dinge, die weder Trump noch Musk entscheiden könnten. Sie könnten nicht das Bildungsministerium schließen. Hier müsse der Kongress tätig werden, um Trumps Maßnahmen dauerhaft zu machen.